# Катастрофа Boeing 727 под Ипьялесом
Катастрофа Boeing 727 под Ипьялесом — крупная авиационная катастрофа произошедшая 28 января 2002 года. Авиалайнер  Boeing 727-134 авиакомпании TAME, выполнял плановый рейс 120 по маршруту Кито — Тулькан — Кали. Но при заходе на посадку в аэропорту города Тулькан, врезался в вулкан Кумбаль и полностью разрушился. Погибли все находившиеся на его борту 94 человека ( 87 пассажиров и 7 членов экипажа).

## Самолёт

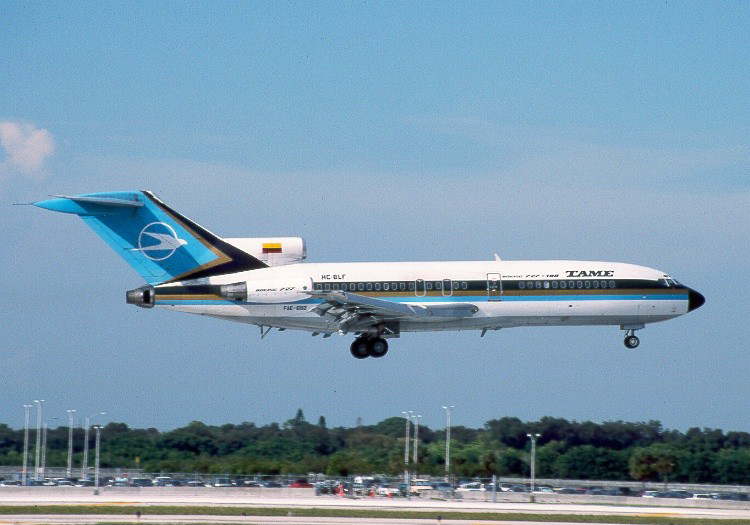
Разбившийся самолёт в 1998 году

Boeing 727—134 с бортовым номером HC-BLF (заводской — 19692, серийный — 498) был выпущен корпорацией The Boeing Company в 1967 году и свой первый полёт совершил 20 ноября. Его три турбореактивных двигателя были модели Pratt & Whitney JT8D-9A и развивали тягу по 14 500 фунтов. Первым собственником самолёта стала компания Transair Sweden, которая получила его 12 декабря и в которой он эксплуатировался с бортовым номером SE-DDB. 15 июля 1981 года самолёт был сдан в лизинг Air Madeira, а 8 октября того же года выкупила Philippine Airlines, при этом бортовой номер сменился на RP-C1241. 19 июля 1984 года его приобрела уже TAME, а бортовой номер сменился уже на HC-BLF, и было присвоено имя El Oro. Всего на день катастрофы 34-летний авиалайнер имел 49 819 посадок и 64 001 час налёта.

## Катастрофа
Самолёт выполнял рейс 120 по маршруту Кито — Тулькан — Кали. В 10:03 Боинг взлетел с ВПП 17 аэропорта Кито и после набора высоты занял эшелон 180 (18 тысяч футов или 5,5 километров), после чего направился по воздушному коридору G-675 на северо-северо-восток. На его борту находились 7 членов экипажа и 87 пассажиров. Перелёт от Кито до Тулькана короткий, поэтому уже в 10:15 экипаж в 29 милях (53,7 километра) от Тулькана перешёл на связь с диспетчером аэропорта и получил разрешение снижаться до высоты 140 (14 тысяч футов или 4,3 километра). Также ему были переданы сведения о погоде и указания по выполнению захода на посадку.
Согласно схеме захода самолёт должен был лететь прямо к аэропорту по курсу 085°, далее выполнить левый разворот на курс 233° и пролететь по нему 1,5 минуты на скорости 180 узлов (333 км/ч), снижаясь до высоты 11 500 футов (3505 метров). Высота самой полосы относительно уровня моря — 9679 футов (2950 метров). При этом стоит учесть, что это высокогорный аэропорт, расположенный в Андах, а потому окружённый горами.
Поначалу авиалайнер летел в соответствии со схемой, но затем после поворота на курс 233° пилот не снизил скорость до 180 узлов, а продолжал сохранять 230 узлов (426 км/ч). В результате после, как ему казалось, выхода на предпосадочную прямую, экипаж оказался значительно западней и летел теперь прямо на вулкан Кумбаль высотой 15 626 футов (4763 метра) и расположенный в 20 милях (37 километров) западнее аэропорта. В 10:23 связь с самолётом прекратилась.
На следующий день обломки авиалайнера были найдены на склоне Кумбаля на высоте около 14 700 футов (4480 метров) и в 1400 футах (426 метров) от вершины. В условиях облачности Боинг на высокой скорости врезался в склон вулкана и полностью разрушился. Все 94 человека на борту погибли.

## Расследование
Вероятной причиной катастрофы была названа ошибка экипажа, который принял решение о посадке в Тулькане при метеорологическом минимуме ниже установленного компанией, а также нарушил схему захода на посадку по части превышения предпосадочной скорости, и выполнении разворотов с креном 15, вместо рекомендуемых 25—30°. В сочетании с затруднением в навигации это привело к значительному отклонению от посадочного курса и столкновению с горным склоном.